# Orosz ötkopejkás
A 0,05 RUB, azaz 5 kopejka vagy ötkopejka értékű egyike az Oroszország, a Krím félsziget, Abházia és Dél-Oszétia által használt rubelérméknek. Átmérője csupán 15,5 mm, súlya mindössze 1,5 g.

## Adatok[1]
Az érme előlapján az "5 КОПЕЕК" (5 kopek) felirat, hátlapján Szent György, a "БАНК РОССИИ" (Orosz Nemzeti Bank), a pénzverde jele és a verési év található.
| Előlap | Hátlap | Tömeg | Átmérő  | Vastagság | Anyag       | Verési évek                      | Pénzverde                                                                     |
| ------ | ------ | ----- | ------- | --------- | ----------- | -------------------------------- | ----------------------------------------------------------------------------- |
|        |        | 2,6 g | 18,5 mm | 1,45 mm   | kuprónikkel | 1997-1998, 2000-2009, 2014, 2017 | Moszkva: 1997-1998, 2000-2009, 2014, 2017 Szentpétervár: 1997-1998, 2000-2009 |

Az érméken az "M" verdejel a Moszkvai, a "С-П" verdejel a Szentpétervári pénzverdét jelenti. A 2017-ben vert érméket nem helyezte forgalomba az Orosz Nemzeti Bank.
1. ↑  5 Kopecks, Russia (angol nyelven). en.numista.com. (Hozzáférés: 2022. szeptember 11.)